# Стівен Мерчант
Стівен Джеймс Мерчант (англ. Stephen James Merchant; нар. 24 листопада 1974) — англійський письменник, режисер, радіоведучий, гуморист та актор. Найбільш відомий своєю співпрацею з Рікі Джервейсом та Карлом Пілкінгтоном у ролі співавтора та співрежисера популярного британського ситкому «Офіс»; співавтора та співактора в «Масовці»; співведучого у «Шоу Рікі Джервейса» в його радіо-, аудіо-, теле- та подкаст-форматах. «Шоу Рікі Джервейса» у радіоформаті здобуло бронзову премію Sony.
Мерчант грав самого себе у серіалі BBC «Життя надто коротке», яке він спільно писав та режисував. Також він озвучив персонажа Вітлі у відеогрі Portal 2, з'являвся у серії «Дівчачий код» «Сімпсонів» під виглядом комп'ютерної програми КонРад, був співрозробником шоу про подорожі «Ідіот за кордоном» та був стендап-гумористом. Він отримав три премії БАФТА у кіно, чотири Британських комедійних нагороди та премію «Еммі». Також Стівен грав роль у шоу «Мої вітання, панянки», яке він створив, написав та зрежисував. Його проєктом були зйомки у першій для нього виставі «Менталісти» британського сценариста Річарда Біна, яка проходила в серпні—вересні 2015 року у Віндгемському театрі Лондону.

## Особисте життя
Живе в Лос-Анджелесі (Каліфорнія), в будинку, що колись належав Елен Дедженерес. Володіє ще одним будинком у Лондоні. Називає себе атеїстом.
Мерчант використовував свої невдалі романтичні стосунки у своїх комедійних виступах. З 2014 року перебуває в стосунках з американською акторкою та моделлю Крістін Марзано.
Ріст Мерчанта – 201 см. Джервейс порівняв його з «прямоходячою ящіркою під електрошоком» на танцювальному майданчику. Карл Пілкінгтон у минулому описав манеру його танцю як «трохи дивне мистецтво», проте «звик до нього», а британський гуморист і ведучий Рассел Бренд порівняв його з «граційним коником-стрибунцем».

## Фільмографія

### Фільми
| Рік  | Назва                                     | Роль                      | Нотатки                            |
| ---- | ----------------------------------------- | ------------------------- | ---------------------------------- |
| 2007 | Круті фараони                             | Пітер Ієн Стейкер         |                                    |
| 2007 | Біжи, товстуне, біжи                      | Чоловік зі зламаною ногою |                                    |
| 2009 | Винахід брехні                            | Чоловік біля дверей       |                                    |
| 2010 | Зубна фея                                 | Трейсі                    |                                    |
| 2010 | Цвинтарний союз                           | Дуґі Боден                | Письменник, режисер                |
| 2010 | Ботфорти на Вайтгол                       | Том                       | Голос                              |
| 2010 | Берк та Гер                               | Голіруд Футман            |                                    |
| 2011 | Безшлюбний тиждень                        | Гарі                      |                                    |
| 2011 | Гномео та Джульєта                        | Періс                     | Голос                              |
| 2013 | Фільм 43                                  | Дональд                   | Уривок: "Правда або ризик"         |
| 2013 | Даю рік                                   | Ден                       |                                    |
| 2016 | Мистецтво договору Дональда Трампа: Фільм | Беррон Гілтон             |                                    |
| 2017 | Лоґан                                     | Калібан                   |                                    |
| 2017 | Столик № 19                               | Волтер Тімбел             |                                    |
| 2017 | Красуня і Чудовисько                      | Месьє Туалет              | видалена сцена                     |
| 2018 | Шерлок Гномс                              | Періс                     | голос                              |
| 2018 | Дівчина у павутинні                       | Франц Балдер              |                                    |
| 2019 | Боротьба з моєю родиною                   | Х'ю                       | також режисер, сценарист, продюсер |
| 2019 | Хороші хлопці                             | Клауд                     |                                    |
| 2019 | Кролик Джоджо                             | капітан Дірц              | також сценарист, продюсер          |
| TBA  | Lockdown                                  |                           |                                    |

### Телебачення
| Рік     | Назва                                     | Роль                                          | Нотатки                                                            |
| ------- | ----------------------------------------- | --------------------------------------------- | ------------------------------------------------------------------ |
| 2000    | Зустрічайте, Рікі Джервейс                | Працівник студії                              |                                                                    |
| 2001–03 | Офіс                                      | Монстр Оґґ                                    | Співзасновник, сценарист, режисер                                  |
| 2004    | Темні часи Дарка Маренґі                  | Кухар                                         | Серія 2, 6                                                         |
| 2004    | Зелене крило                              | Лаборант                                      | Серія 6                                                            |
| 2005    | Школа Бромвел                             | Містер Філіпс                                 | Голос                                                              |
| 2005–07 | Масовка                                   | Дарен Лем                                     | Співзасновник, сценарист, режисер                                  |
| 2007    | 24                                        | Технічний працівник                           |                                                                    |
| 2010    | Ідіот за кордоном                         | Грає самого себе                              | Співзасновник, виконавчий продюсер                                 |
| 2010–12 | Шоу Рікі Джервейса                        | Грає самого себе                              | Голос                                                              |
| 2011–13 | Життя надто коротке                       | Версія самого себе                            | Співзасновник, сценарист, режисер                                  |
| 2011    | Комедійна Британія Ронні Корбета          | Грає самого себе                              | Виконавчий продюсер                                                |
| 2011    | Ідіот за кордоном: Список справ до смерті | Грає самого себе                              | Виконавчий продюсер                                                |
| 2013    | Вітання, панянки                          | Стюарт Прітчард                               | Співзасновник, сценарист, режисер                                  |
| 2013–15 | Хмільна історія                           | Авраам Лінкольн та Джордж Вашингтон           | Серія: "Вашингтон", "Філадельфія", "Нью-Джерсі"                    |
| 2014    | Американська сімейка                      | Хіґґінс                                       | Серія: "Лас Вегас"                                                 |
| 2014    | Курча-робот                               | Альфред Пенніворс / 210 Коментатор / Кірк Фоґ | Голос; Серія: "Крижаний Стів Колд Стоун"                           |
| 2014    | Вітання, панянки: фільм                   | Стюарт Прітчард                               | телестрічка                                                        |
| 2014    | Короткі маківки                           | Страховий агент                               | Серія 1                                                            |
| 2015    | Боротьба караоке                          | Грає самого себе                              | Виконавчий продюсер                                                |
| 2015    | Комедійний бабах                          | Грає самого себе                              | Серія: "Стівен Мерчант носить картату сорочку та підкочені джинси" |
| 2015    | Теорія великого вибуху                    | Дейв Ґіббс                                    | Запрошена зірка                                                    |
| 2016    | Сімпсони                                  | Конрад                                        | голос; серія: "Дівчачий код"                                       |
| 2016    | Американський тато                        | Науковець                                     | голос; серія: "200"                                                |
| 2018    | У кращому світі                           | бухгалтер Ніл                                 | серія: "Janet(s)"                                                  |

### Відеоігри
| Рік  | Назва           | Роль  | Нотатки |
| ---- | --------------- | ----- | ------- |
| 2011 | Portal 2        | Вітлі | Голос   |
| 2013 | Team Fortress 2 | Вітлі | Голос   |
| 2015 | Lego Dimensions | Вітлі | Голос   |

## Нагороди
| Засновник/Подія                         | Нагорода |
| --------------------------------------- | --- |
| Премія БАФТА у кіно                     | - 2002 Нагорода ситуаційної комедії Офіс (Велика Британія) - 2003 Нагорода ситуаційної комедії Офіс (Велика Британія) - 2004 Нагорода ситуаційної комедії Офіс (Велика Британія)                            |
| Британська комедійна премія             | - 2001 Найкраща нова телекомедія Офіс (Велика Британія) - 2002 Найкраща телекомедія Офіс (Велика Британія) - 2004 Автори року Рікі Джервейс та Стівен Мерчант - 2006 Найкращий комедійний телеактор Масовка |
| Broadcasting Press Guild                | - 2002 Найкращий автор Офіс (Велика Британія) - 2003 Найкращий автор Офіс (Велика Британія) |
| Еммі                                    | - 2006 Видатний комедійний серіал Офіс (США) |
| Премія Гільдії сценаристів США          | - 2007 Найкращий комедійний серіал Офіс (США) |
| Премія Пібоді                           | - 2004 Нагорода Пібоді Офіс (Велика Британія) |
| Асоціація телекритиків                  | - 2004 Самостійне досягнення у комедії Офіс (Велика Британія) |
| Академія інтерактивних мистецтв та наук | - 2011 Видатне виконання персонажу як Вітлі (Portal 2) |
| Премія відеоігор Спайк                  | - 2011 Найкраще чоловіче виконання як Вітлі (Portal 2) |

## Список джерел
1. ↑  Person Profile // Internet Movie Database — 1990.
2. ↑  CONOR.Sl
3. ↑  David, Mark; David, Mark (23 липня 2014). ‘Hello Ladies’ Star Buys Ellen’s Pad in Nichols Canyon (EXCLUSIVE). Variety (англ.). Процитовано 4 вересня 2020.
4. ↑  Merchant interview about his new movie, missing London, and life in L.A., soundcloud.com; accessed 8 March 2015.